# Вительс, Лев Александрович
Лев Александрович Вительс (1901, Луцк — 13 января 1938, Ленинград) — советский оперный певец (баритон) и артист оперетты.

## Биография
Окончил Петроградскую консерваторию (1924). С 1925 г. выступал на Дальнем Востоке, гастролировал в Китае и Японии. В 1929 г. дебютировал в любительской труппе Харбинского театра КВЖД на сцене Железнодорожного собрания, выступая преимущественно как артист оперетты. Основные партии — граф Данило («Весёлая вдова» Франца Легара), король Чуланглинглонг («Король веселится» Рудольфа Нельсона), Фреди Вербург («Принцесса долларов» Лео Фалля), Хаджи-Мурат («Хаджи-Мурат» И. Деккер-Шенка). Преподавал в Харбинском музыкальном техникуме.
С 1934 г. солист Ленинградского академического театра оперы и балета имени Кирова. Среди основных партий — заглавные партии в «Риголетто» Джузеппе Верди, «Мазепе» и «Евгении Онегине» П. И. Чайковского. 26 декабря 1934 г. принял участие в первом в СССР концертном исполнении оперы Верди «Сила судьбы» (в партии Дона Карлоса).
Арестован 15 июня 1937 г. вместе с В. Е. Райским, С. Э. Торгудом (1894—1938) и другими артистами оперного театра. Обвинён в шпионаже в пользу Японии и подготовке террористического акта, осуждён к высшей мере наказания 12 января 1938 г., на следующий день приговор приведён в исполнение.

## Семья
Отец Абрам Львович Вительс (1874—1942) умер во время Ленинградской блокады. Сын Иосиф Львович Вительс (1922—1942) погиб в Сталинградской битве. Брат Лазарь Абрамович Вительс (1903—1974) — метеоролог, один из руководителей метеослужбы блокадного Ленинграда; избранные труды опубликованы в книге «Синоптическая метеорология и гелиогеофизика» (1977).